# Tour der französischen Rugby-Union-Nationalmannschaft nach Südamerika 1954
| Tour der Franzosen nach Südamerika 1954 | Tour der Franzosen nach Südamerika 1954 | Tour der Franzosen nach Südamerika 1954 | Tour der Franzosen nach Südamerika 1954 | Tour der Franzosen nach Südamerika 1954 |
| Übersicht                               | S                                       | G                                       | U                                       | N                                       |
| --------------------------------------- | --------------------------------------- | --------------------------------------- | --------------------------------------- | --------------------------------------- |
| Test Matches                            | 02                                      | 02                                      | 0                                       | 0                                       |
| Sonstige Spiele                         | 10                                      | 10                                      | 0                                       | 0                                       |
| Gesamt                                  | 12                                      | 12                                      | 0                                       | 0                                       |
|                                         |                                         |                                         |                                         |                                         |
| Argentinien                             | 2                                       | 2                                       | 0                                       | 0                                       |

Die Tour der französischen Rugby-Union-Nationalmannschaft nach Südamerika 1954 umfasste eine Reihe von Freundschaftsspielen der französischen Rugby-Union-Nationalmannschaft. Sie reiste im August und September 1954 durch Argentinien, wobei sie während dieser Zeit zwölf Spiele bestritt. Darunter waren zwei Test Matches gegen die argentinische Nationalmannschaft. Hinzu kamen neun weitere Spiele gegen Auswahlmannschaften. Alle elf Partien in Argentinien wurden in Buenos Aires ausgetragen. Zum Abschluss der Tour reisten die Franzosen nach Chile und traten gegen die chilenische Nationalmannschaft an. In allen zwölf Spielen der Tour resultierten Siege der Franzosen.

## Spielplan
- Hintergrundfarbe grün = Sieg

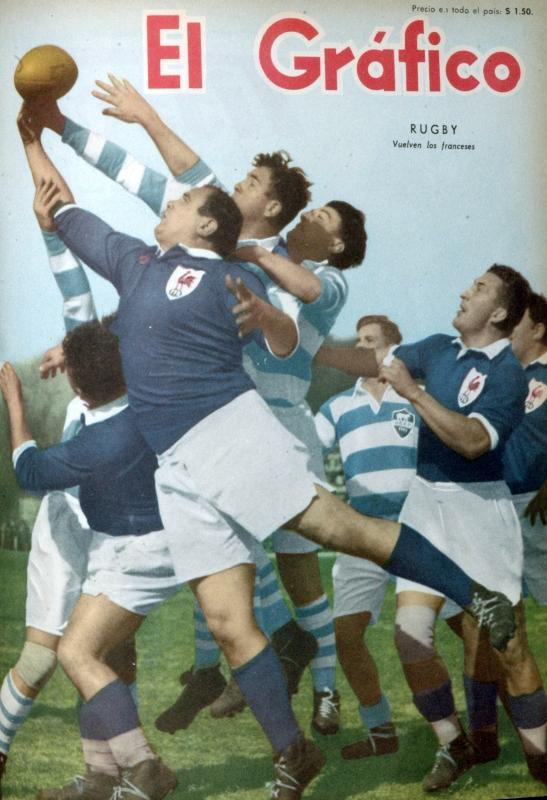
Titelbild des Sportmagazins El Gráfico

(Test Matches sind grau unterlegt; Ergebnisse aus der Sicht Frankreichs)
| #  | Datum              | Gegner              | Ort               | Stadion                      | Ergebnis |
| -- | ------------------ | ------------------- | ----------------- | ---------------------------- | -------- |
| 01 | 08. August 1954    | Belgrano AC         | Buenos Aires      | Estadio GEBA                 | 29:14    |
| 02 | 12. August 1954    | Combinado A         | Buenos Aires      | Estadio GEBA                 | 32:3     |
| 03 | 15. August 1954    | Provincia           | Buenos Aires      | Estadio GEBA                 | 16:3     |
| 04 | 17. August 1954    | CA San Isidro       | Buenos Aires      | Estadio GEBA                 | 6:0      |
| 05 | 22. August 1954    | Capital             | Buenos Aires      | Estadio GEBA                 | 15:6     |
| 06 | 26. August 1954    | Combinado Eva Perón | Buenos Aires      | Estadio GEBA                 | 22:0     |
| 07 | 29. August 1954    | Argentinien         | Buenos Aires      | Estadio GEBA                 | 22:8     |
| 08 | 02. September 1954 | Provincia           | Buenos Aires      | Estadio GEBA                 | 3:0      |
| 09 | 05. September 1954 | Club Pucará         | Buenos Aires      | Estadio GEBA                 | 12:3     |
| 10 | 09. September 1954 | Capital             | Buenos Aires      | Estadio GEBA                 | 8:3      |
| 11 | 12. September 1954 | Argentinien         | Buenos Aires      | Estadio GEBA                 | 30:3     |
| 12 | 18. September 1954 | Chile               | Santiago de Chile | Prince of Wales Country Club | 34:3     |

## Test Matches
| 29. August 1954 | Argentinien                                                | 8 : 22         | Frankreich                                                                                     | Estadio GEBA, Buenos Aires Zuschauer: 30.000 Schiedsrichter: Eduardo Fornes (Argentinien) |
| 29. August 1954 | Versuche: Hughes Erhöhungen: Ehrman Straftritte: Bernacchi | (0:16) Bericht | Versuche: Biénès (2) Murillo Erhöhungen: Vannier (2) Straftritte: Vannier (2) Dropgoals: Danos | Estadio GEBA, Buenos Aires Zuschauer: 30.000 Schiedsrichter: Eduardo Fornes (Argentinien) |

Aufstellungen:
- Argentinien: Osvaldo Bernacchi, Edmundo Caffarone, Victor Christianson, Emilio Domínguez, Guillermo Ehrman , Ricardo Frigerio, Eric Gahan, Bruno Grigolon, Rodolfo Grosse, Erwin Hirsch, Michael Hughes, Alfredo Palma, Roberto Pineo, Miguel Sarandon, Bernardo Yustini
- Frankreich: Jean Barthe, Robert Basauri, Jean Bénetière, Jean Bichindaritz, René Biénès , André Boniface, Philibert Capitani, Michel Celaya, Bernard Chevallier, Pierre Danos, Yves Duffaut, Jacques Meynard, Gérard Murillo, Lucien Rogé, Michel Vannier

| 12. September 1954 | Argentinien       | 3 : 30  | Frankreich                                                                                                   | Estadio GEBA, Buenos Aires Schiedsrichter: Eduardo Fornes (Argentinien) |
| 12. September 1954 | Versuche: Salinas | Bericht | Versuche: Biénès Boniface (2) Morel Rogé Erhöhungen: Vannier (3) Straftritte: Vannier Dropgoals: Vannier (2) | Estadio GEBA, Buenos Aires Schiedsrichter: Eduardo Fornes (Argentinien) |

Aufstellungen:
- Argentinien: Luis Bavio, Edmundo Caffarone, Victor Christianson, Emilio Domínguez, Guillermo Ehrman , Osvaldo Elia, Ricardo Follett, Eric Gahan, Bruno Grigolon, Rodolfo Grosse, Michael Hughes, Jesus Loures, Oscar Martínez, Alfredo Palma, Antonio Salinas
- Frankreich: Jean Barthe, Jean Bichindaritz, René Biénès , André Boniface, Philibert Capitani, Michel Celaya, Pierre Danos, Yves Duffaut, André Haget, Paul Labadie, Henri Lazies, Roger Martine, André Morel, Lucien Rogé, Michel Vannier

## Kader

### Management
- Tourmanager: René Crabos
- Managerassistent: Marcel Laurent
- Kapitän: René Biénès

### Spieler
| Spieler         | Position         | Mannschaft            |
| --------------- | ---------------- | --------------------- |
| Pierre Danos    | Gedrängehalb     | RC Toulon             |
| Jacques Barbé   | Verbinder        | FC Auch               |
| Robert Basauri  | Verbinder        | SC Albi               |
| André Haget     | Verbinder        | Paris Université Club |
| André Boniface  | Innendreiviertel | Stade Montois         |
| Roger Martine   | Innendreiviertel | FC Lourdes            |
| Jacques Meynard | Innendreiviertel | US Cognac             |
| Gérard Murillo  | Innendreiviertel | Stade Dijonnais       |
| André Morel     | Außendreiviertel | FC Grenoble           |
| Lucien Rogé     | Außendreiviertel | AS Béziers            |
| Michel Vannier  | Schlussmann      | Racing Club de France |

| Spieler            | Position             | Mannschaft            |
| ------------------ | -------------------- | --------------------- |
| Jean Bénetière     | Hakler               | Racing Club de France |
| Paul Labadie       | Hakler               | Aviron Bayonnais      |
| André Berilhe      | Pfeiler              | US Dax                |
| Jean Bichindaritz  | Pfeiler              | Biarritz Olympique    |
| Henri Lazies       | Pfeiler              | Stade Toulousain      |
| Philibert Capitani | Zweite-Reihe-Stürmer | RC Toulon             |
| Bernard Chevallier | Zweite-Reihe-Stürmer | AS Montferrand        |
| René Biénès        | Flügelstürmer        | US Cognac             |
| Yves Duffaut       | Flügelstürmer        | SU Agen               |
| Jean Barthe        | Nummer Acht          | FC Lourdes            |
| Michel Celaya      | Nummer Acht          | Biarritz Olympique    |